# Riesenhamsterratten
Die Riesenhamsterratten (Cricetomys) sind eine Gattung sehr großer afrikanischer Nagetiere, die in tropischen Regenwäldern und Buschland leben. 

## Beschreibung
Mit einer Kopfrumpflänge von bis zu 45 cm und einem ebenso langen Schwanz sind sie doppelt bis dreimal so groß wie andere Vertreter der Hamsterratten. Männchen erreichen ein Gewicht von 2,5 kg, Weibchen werden 1,4 kg schwer. Das Fell ist oberseits graubraun oder rotbraun und unterseits weiß gefärbt. Die großen Ohren und der Schwanz sind nackt.
Ursprünglich wurden sechs Arten dieser Gattung beschrieben, jedoch fasste der Nagetierspezialist John Ellerman diese 1941 zu einer einzigen Art zusammen, deren Spielarten höchstens den Status von Unterarten hätten. 1967 wurde diese eine Art von Huguette Genest-Villard wiederum in zwei Arten unterteilt:
- Gambia-Riesenhamsterratte oder Gambia-Ratte, Cricetomys gambianus
- Emin-Riesenhamsterratte, Cricetomys emini

Riesenhamsterratten sind Allesfresser. Sie ernähren sich von pflanzlichen Materialien aller Art, Insekten, Schnecken und selbst Kot. Viel Nahrung wird in den Backentaschen verstaut und dann in den Bauten gelagert.
Als Einzelgänger sind Riesenhamsterratten gegenüber Geschlechtsgenossen äußerst aggressiv. Sperrt man zwei Männchen zusammen, kämpfen sie bis zum Tode eines der Kontrahenten. Mehrmals im Jahr pflanzen sich diese Tiere fort; manche Individuen dürften zehnmal im Jahr Nachwuchs haben. Ein Wurf umfasst ein bis fünf, meistens vier Junge. Die Lebensdauer kann in Gefangenschaft über sieben Jahre betragen, ist in der Wildnis aber wohl sehr viel niedriger.

## Vorkommen

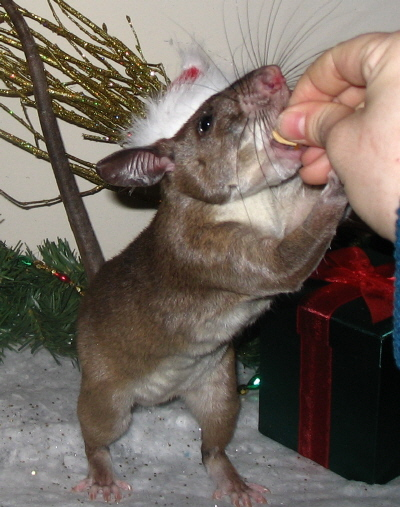
Emin-Riesenhamsterratte als Haustier

Die Gambia-Riesenhamsterratte bewohnt Savannen in ganz Afrika südlich der Sahara. Die Emin-Riesenhamsterratte bewohnt die Regenwälder West- und Zentralafrikas. Beide Arten sind nachtaktiv und verbergen sich meistens in Dickicht und Unterholz. Sie können selbst Baue anlegen, bevorzugen aber natürliche Öffnungen wie Astlöcher oder Termitenbaue. Riesenhamsterratten können gut klettern und schwimmen.

### Ausbreitung
In manchen Städten Westafrikas bewohnen Riesenhamsterratten inzwischen die Kanalisation und gelten als ebensolche Schädlinge wie Wanderratten. Allerdings ist dies nicht in ganz Afrika so; in Südafrika meiden die Tiere menschliche Nähe und gelten als Seltenheiten.
Die Tiere pflanzen sich auch in Gefangenschaft fort, sind kostengünstig zu ernähren und werden daher in ländlichen Regionen als Nahrungsmittel für den Eigenbedarf oder zum Verkauf auf lokalen Märkten gezüchtet. Sie werden unter anderem in aufgestellten Ölfässern gehalten, in deren Deckel in der Mitte ein rundes Loch geschnitten wurde.

### Neozoen
Die leichte Haltung als Haustier hat auch zum Export in die Vereinigten Staaten geführt. Ausgesetzte und verwilderte Exemplare haben sich rasant vermehrt und über weite Teile der USA ausgebreitet. Die Riesenhamsterratten zählen in den USA zu den invasiven Arten.

## Riesenhamsterratten und Mensch
Auch für Entomologen sind Riesenhamsterratten von Interesse, da sie die Wirte der parasitischen Insektengruppe der Hemimerina sind, die auf der Haut der Tiere Schuppen und Pilzbeläge fressen. Diese Insekten werden in die Nähe der Ohrwürmer gestellt und finden sich auf keinem anderen Säugetier.
Riesenhamsterratten werden in Subsahara-Afrika darauf trainiert, Tuberkulose bei Menschen aufzuspüren. Vorversuche legen nahe, dass die Ratten 150 Speichelproben in 30 Minuten auf Tuberkulose testen könnten. Mit dem Mikroskop können derzeit 20 Proben pro Tag untersucht werden. Im Jahr 2003 stellte die Weltbank 165.000 Dollar für die weitere Erforschung zur Verfügung.
Sie werden auch zum Aufspüren von Landminen ausgebildet. Sie sind im Vergleich zu Minensuchhunden leichter zu züchten, zu ernähren und zu transportieren und lösen durch ihr geringes Körpergewicht keine Minen aus. Die Ausbildungsdauer beträgt sechs bis zwölf Monate. Die Tiere werden von Apopo seit der Jahrtausendwende für die Minenräumung in Mosambik, Angola, seit 2010 in Thailand und seit 2015 in Kambodscha eingesetzt. Erstmals wurde 2020 mit Magawa ein Tier sogar mit einem Verdienstorden ausgezeichnet.
Mit ihrem Geruchssinn können Riesenhamsterratten auch helfen, Schmuggelwaren (Elfenbein, Horn von Nashörnern, Schuppen von Pangolinen, afrikanisches Schwarzholz) zu finden, wird 2024 berichtet. Versuchsweise erhalten Ratten eine Weste, die durch das Tier ausgelöst, einen Piepton abgeben kann.
Riesenhamsterratten waren im Jahr 2003 Überträger einer Affenpocken-Epidemie bei Menschen im Mittleren Westen der USA. In diesem Fall waren die infizierten Tiere als Zoo- und Haustiere aus Afrika eingeführt worden.